# Lijst van geregistreerde aanduidingen voor Provinciale Statenverkiezingen (Friesland)
Hieronder staat een lijst van geregistreerde aanduidingen voor Provinciale Statenverkiezingen in de Nederlandse provincie Friesland.
Het stelsel dateert van 1989 (het jaar van inwerkingtreding van de Kieswet). De aanduidingen worden door het centraal stembureau van de provincie in een register ingeschreven; zij worden vervolgens gepubliceerd in de Staatscourant.
Een organisatie die een aanduiding heeft laten registreren in het landelijke register voor de Tweede Kamerverkiezingen is tevens gerechtigd met deze aanduiding zonder nadere registratie deel te nemen aan verkiezingen voor de Provinciale Staten.
Een organisatie die een aanduiding heeft laten registreren in het provinciale register is tevens gerechtigd met deze aanduiding zonder nadere registratie deel te nemen aan gemeenteraadsverkiezingen in die provincie.
Kleurcodering
-  is in de zittingsperiode 2019-2023 vertegenwoordigd in de Provinciale Staten van Friesland;
-  is in het verleden vertegenwoordigd geweest in de Provinciale Staten;
-  heeft deelgenomen aan verkiezingen voor de Provinciale Staten zonder een zetel te behalen;
-  heeft niet deelgenomen aan verkiezingen voor de Provinciale Staten;[b]
-  is ingeschreven ná de laatst gehouden verkiezingen voor de Provinciale Staten.

| Registratie- nummer | Huidige of laatste aanduiding     | Vorige aanduiding(en)                                                                                | Ingeschreven     | Geschrapt        |
| ------------------- | --------------------------------- | --- | ---------------- | ---------------- |
| 1                   | FNP                               | F.N.P. (tot 2007)                                                                                    | 9 december 1997  |                  |
| 2                   | Provinciaal Belang Fryslân        | Federatie Gemeente belangen (FGF) (tot 2007) Gemeentebelangen Friesland (G.F.) (tot 6 december 2010) | 9 december 1997  | 21 december 2017 |
| -                   | deFriezen                         | | 9 januari 2007   | [ c ]            |
| -                   | Partij voor het Noorden           | | 9 januari 2007   | 21 december 2017 |
| -                   | Verenigd Links-Feriene Lofts      | | 6 december 2010  |                  |
| -                   | Friese Koers                      | | 19 november 2014 |                  |
| -                   | StemNL                            | | 24 december 2014 |                  |
| -                   | Natuurlijk Fryslân                | | 17 oktober 2018  |                  |
| -                   | Provinciaal Belang Fryslân        | | 11 december 2018 |                  |
| -                   | AWP voor Water, Klimaat en Natuur | | 22 december 2022 |                  |